# Tanvald
Tanvald (in tedesco Tannwald) è una città della Repubblica Ceca facente parte del distretto di Jablonec nad Nisou, nella regione di Liberec; è situata allo sbocco dell'affluente Desná (in tedesco Desse) nel fiume Kamenice.

## Storia
La località, la cui prima menzione scritta risale al 1856, nacque nel XVI secolo da una colonia di tagliaboschi.
Alla fine del XVIII secolo, vi fu costruita la prima fabbrica di lavorazione del vetro e nella prima metà del XIX secolo arrivarono stabilimenti dell'industria tessile e industrie per la fabbricazione di macchinari. Nell'anno 1850, Tanvald divenne sede del distretto giudiziario. Venticinque anni dopo arrivò il collegamento ferroviario. 
L'industria del cotone e quella tessile, intorno al 1880, lavoravano con 23.500 fusi e 500 telai meccanici. 
Nel 1886, il paese contava 2.726 abitanti. Nel 1905, ottenne lo status di città e nel 1942, i centri di Tanvald e Schumburg an der Desse furono uniti per formare la nuova città di Tanvald (Monti Iser). La rottura della diga sul Weisse Desse, il 29 luglio 1916, causò a Tanvald danni molto pesanti.

## Geografia antropica

### Frazioni
Tra parentesi il nome tedesco della località.
- Šumburk nad Desnou (Schumburg an der Desse)
- Tanvald (Tannwald)
- Žďár (Brand)

## Attrazioni turistiche
- Šumburk nad Desnou (Schumburg an der Desse), frazione dal 1611, un tempo era anch'essa una città situata sulla sponda sinistra del Desse, con la sua chiesa dedicata a San Francesco d'Assisi (1900).
- Tanvaldský Špičák (Tannwalder Spitzberg), centro sciistico sui Monti Iser, con un belvedere in pietra.
- Terezínka (Theresienhöhe), rocca panoramica, accessibile al pubblico dal 1853.

## Tempo libero
- Stadio d'atletica, stadio di calcio, palestra, campo da tennis, mini-golf.
- Skiareal Špičák (Spitzberg), con pista da sci, scuola di sci e noleggio sci.
- Concerti, teatro.

## Amministrazione

### Gemellaggi
- Burbach
- Wittichenau